# Saint-Félix, Allier
Saint-Félix là một xã ở tỉnh Allier thuộc miền trung nước Pháp.